# Corporación Interamericana de Entretenimiento
Corporación Interamericana de Entretenimiento (CIE) es el corporativo empresarial mexicano más grande de entretenimiento del país con presencia en América Latina, Estados Unidos y Europa que agrupa a diversas empresas que se dedicaban al entretenimiento fuera de casa, entre las que se encuentran, Ocesa, Grupo Lobo, Wanadoo City, Altavista Films, Administradora mexicana del Hipódromo, la recién vendida Grupo Mágico entre muchas otras.

## Antecedentes
Dentro del país, existían diversas empresas dedicadas al entretenimiento fuera de casa, una de ellas el "Hipódromo de las Américas" de capital privado que se mantuvo inoperante por años, la operadora privada de espectáculos "Ocesa", y los parques de atracciones mecánicas operadas por el estado mexicano como "La feria" de Chapultepec, entre otras que más tarde se agruparían en 1990 bajo la tutela de los hermanos Soberón Kuri, como un consorcio global en el país del entretenimiento.

## Desarrollo de la empresa
Durante los años 1980, la familia Soberón se dedicó al ramo fílmico. Produjeron las películas mexicanas de sexycomedia a través de la empresa “Frontera Films”, llevando a la cúspide a actores de comedia como César Bono y Alfonso Zayas. Uno de los filmes de culto de ese corte fílmico es ”Tres lancheros picudos”. donde contrataron a diversos actores de doblaje de la talla de Rubén Moya y Rocío Garcel para doblar a algunos actores por deficiencias en el sonido de locaciones.
Así, a principios de los 90, CIE inicia sus operaciones a través de su hoy subsidiaria Operadora de Centros de Espectáculos, S.A. de C.V. (OCESA), empresa promotora de eventos de entretenimiento en vivo y operadora de inmuebles como el Palacio de los Deportes de la Ciudad de México. 
Inicia la operación de venta de alimentos, bebidas y suvenires en sus centros de espectáculos. Empezó a comercializar los patrocinios de sus eventos con otras compañías de renombre.
En 1991 celebra un convenio de coinversión con Ticketmaster (compañía líder en venta de boletos en Estados Unidos) para vender boletos de acceso a eventos públicos y centros de espectáculos en México y el resto de Latinoamérica, usando el software especializado con sede en el sótano del Palacio de los Deportes en el oriente de la capital mexicana.
Hacia 1993 construye y empieza a operar el Auditorio Coca-Cola (Fundidora) en Monterrey. 
Obtiene los derechos para operar un conjunto para exposiciones (dos pabellones feriales) en el terreno del Palacio de los Deportes de la Ciudad de México. 
Empezó a proporcionar teleservicios, a rentar y vender sus bases de datos apoyada por su infraestructura y experiencia en la venta de boletos.
En 1994 establece sus operaciones en la ciudad de Nueva York en los Estados Unidos para la contratación de talento artístico, producción y promoción de espectáculos internacionales y mexicanos en vivo.
En 1995, adquiere Reed Exhibition Companies, S.A. de C.V. (actualmente Representaciones de Exposiciones México, S.A. de C.V.) la entonces subsidiaria mexicana de Reed Elsevier, Ltd., empresa promotora líder a nivel mundial de ferias comerciales y exposiciones, lo que le dio una posición de liderazgo en el mercado mexicano. CIE se constituyó como la empresa controladora de todas las operaciones del Grupo; se listan públicamente sus acciones en la Bolsa Mexicana de Valores.
En 1996 celebra un convenio de coinversión con Walt Disney Theatrical Worldwide, Inc. que permite a CIE presentar en escena las producciones teatrales de Disney en Latinoamérica, España y Portugal. 
Empezó a comercializar la señalización en paneles rotativos de publicidad estática a nivel de cancha en los estadios de fútbol de México, utilizando el respaldo de su experiencia en la venta de publicidad. 
Adquiere también los derechos para operar los teatros Metropólitan y Orfeón, así como el Estadio Azul en la Ciudad de México. 
En 1997 adquiere el convenio de coinversión con Sitel Corp., uno de los líderes a nivel mundial de servicios de telemercadeo, para la constitución de una compañía en la cual CIE detentaba el 51% del capital accionario. Esta empresa contribuye con su experiencia, tecnología y una base multinacional de clientes a las operaciones de telemercadeo existentes. 
CIE adquiere el 51% del capital accionario de RAC Producciones, S.A. de C.V., una de las principales empresas promotoras mexicanas de talento artístico, cuya lista de artistas incluía algunos de los artistas latinos de mayor renombre en espectáculos así como el circo Ringling Bros., Barnum & Bailey, y el espectáculo Disney sobre Hielo. 
Constituyó la sociedad denominada Grupo Mantenimiento de Giros Comerciales Internacional, S.A. de C.V. (Grupo Mágico), donde CIE tiene actualmente una participación del 50% en el capital social. 
Terminó la construcción del Foro Sol en la Ciudad de México. 
El primer resultado de su coinversión con Disney fue la obra “La Bella y La Bestia” que se estrenó en la Ciudad de México en uno de sus centros de espectáculos. 
En coordinación con Grupo ECE, S.A. de C.V., propietario de los restaurantes temáticos Hard Rock Café en la Ciudad de México y Guadalajara, se inicia la operación y promoción en estos sitios de espectáculos de artistas locales e internacionales. 
Adquiere también el Teatro Ópera de Buenos Aires en la Argentina.
En 1998 celebra un convenio de coinversión con el promotor más grande de Rock y entretenimiento en vivo de Argentina y Chile. Los activos y las operaciones de este promotor concluyeron con la constitución de la subsidiaria CIE-R&P, S.A., quedando inicialmente CIE como propietaria del 70% del capital accionario.
Obtuvo los derechos para la realización de eventos en vivo dentro de los estadios Velez Sarsfield y River Plate en Buenos Aires. Actualmente, la compañía ya no opera dichos estadios. 
Obtuvo una concesión para mejorar, desarrollar y operar un parque de diversiones en Bogotá, Colombia en lo que hoy constituye Parque El Salitre. 
Obtuvo una concesión por 25 años para operar el Hipódromo de las Américas de la Ciudad de México en un área de 10,3 hectáreas, y para desarrollar 45 locales cerrados bajo la modalidad de libros “foráne” y “Yak”. 
También, obtuvo una concesión con duración de 50 años para desarrollar en un área de 41.1 hectáreas que circunda la pista del hipódromo un centro de exposiciones y convenciones llamado Centro Banamex, un hotel, un centro cultural y una calle comercial basada en entretenimiento. 
Concluyó la adquisición del concesionario para la operación del Jardín Zoológico de la Ciudad de Buenos Aires. 
Empezó a comercializar espacio publicitarios en puentes peatonales en México. Adquirió el 49% restante del capital accionario de RAC Producciones, S.A. de C.V. Inició operaciones de venta de boletos a través de Internet en México en el sitio http://www.ticketmaster.com.mx .

## Consolidación
En 1999 lleva a cabo una coinversión en proporciones de 50/50 con Interticket, S.A. de C.V., compañía comercializadora de eventos deportivos, con el objetivo de comercializar los derechos de publicidad rotativa de equipos de fútbol soccer de la Primera División de México. 
Concretó una coinversión en proporciones de 50/50 con un fondo de capital de riesgo mexicano (SINCA Inbursa), para producir películas de largometraje en México y distribuir películas propias y de terceros en México y el extranjero, así, derivado de ésta estrategia, se produce uno de los filmes más exitosos en México y Latinoamérica la película Amores Perros, Nicotina, Voces inocentes entre otros filmes coproducidos entre “Altavista Films” parte de CIE en alianza con otras productoras . 
Adquirió el 30% de las acciones rodolfo ayala Empreendimentos, S.A. (Stage), operador líder de inmuebles en Brasil y promotor destacado de eventos nacionales e internacionales en este mercado. Adquirió el 30% restante de la participación accionaria de CIE-R&P, S.A. Logra el acceso a los teatros Alameda I y II (hoy Centro Cultural Telmex I y II) de la Ciudad de México; y comienza el proceso para la puesta en escena de las obras teatrales tipo Broadway que integran su circuito teatral por México, Brasil, España y Argentina. Concluyó una serie de convenios para la puesta en marcha y operación del Hipódromo de las Américas: (i) un convenio de asesoría con Lone Star Race Park, Ltd., operador del Hipódromo Lone Star Park de Dallas, Tx., uno los más concurridos y modernos de los EUA, para la operación del Hipódromo; (ii) un convenio de prestación de servicios para los mejores sistemas y equipos para el manejo de apuestas en el hipódromo, con Autotote Corp. (Autotote), líder mundial en el ramo; y (iii) un convenio de asociación con SINCA Inbursa, mediante la contribución de capital, para el desarrollo del Hipódromo y el desarrollo del Complejo Las Américas. Inicia su programa de apertura de locales foráneos de captación de apuesta deportiva (Sports Books) y de juegos basados en números (Yaks), con la puesta en operación de su primera unidad localizada en las instalaciones del Hipódromo de las Américas. 
Adquirió los derechos exclusivos para la promoción y/o producción, de presentaciones internacionales en dos importantes centros de espectáculos de la ciudad de Sao Paulo, Brasil. Estrenó la producción del musical de Broadway RENT, así como El Fantasma de la Opera, ambos presentados en inmuebles que opera CIE en la Ciudad de México.
En 2000 firma un acuerdo con Aspel Grupo, S.A. de C.V., una compañía desarrolladora de software empresarial entonces propietaria de Latin Entertainment Inc. (LE), a través del cual CIE proveería, en exclusiva, contenido de entretenimiento en vivo a los dominios de LE en Internet: elfoco.com y correoweb.com, en consideración al otorgamiento de una opción para suscribir el 85% de capital de la sociedad controladora de las referidas sociedades de Internet. 
Logra también en éste periordo la adaptación del Foro Sol en un estadio de béisbol para desarrollar los juegos en que participen como locales los equipos Diablos Rojos del México y Tigres Capitalinos (hoy solamente Diablos Rojos). Los trabajos de adaptación realizados permiten que este inmueble funcione de manera flexible, tanto como centro de espectáculos como estadio de béisbol. 
En 2001 logra una asociación con Hauser Entertainment Inc., promotor líder de eventos latinos en los Estados Unidos, para la promoción y producción de eventos de origen latino en los principales mercados de habla hispana del país. 
La compañía, a través de Grupo Mágico, adquirió el control de la empresa permisionaria de La Feria de Chapultepec, operada por el estado mexicano, el parque de diversiones más importante y de mayor tradición de la Ciudad de México.
A través de acuerdos establecidos con Cinépolis y Cinemark, las más grandes empresas operadoras de salas de exhibición de películas en México, la compañía obtiene los derechos para la comercialización y explotación de “cineminutos”, publicidad que se exhibe en las pantallas cinematográficas; así como para la explotación de los diversos espacios promocionales y publicitarios en los complejos cinematográficos que estas empresas tienen en México, incluyendo aquellos que se desarrollen y/o operen en el futuro. 
CIE adquiere un 25% adicional del capital social de Stage, para llevar su participación a 95%. Inicio de operaciones formales en el mercado de Río de Janeiro mediante la adquisición de los derechos de operación del ATL Hall, el mayor centro de espectáculos y eventos especiales y corporativos de esta plaza. 
Realizó una asociación con Audiencias Cautivas en Santa Fe en Ciudad de México, en virtud del cual CIE detenta el 60% del Capital Social de una nueva Sociedad, denominada Creatividad y Espectáculos, S.A. de C.V., que tiene por objeto la realización y producción de eventos especiales y corporativos. 
CIE y Forsythe Racing Inc. celebraron un acuerdo, renovable, con Championship Auto Racing Teams, Inc. (“CART”), una de las dos series de automovilismo más importantes del mundo, y la más importante del continente americano, con el objeto de presentar la Serie CART en la Ciudad de México a partir de 2002 y hasta 2006. Asimismo, CIE adquirió los derechos para explotar, comercializar y operar una carrera de la misma serie en la ciudad de Monterrey, Nuevo León, a partir de 2002 y hasta 2005. Se inician los trabajos de remodelación y adaptación de pista e instalaciones dentro del Autódromo Hermanos Rodríguez de la Ciudad de México para alojar este evento anual. 
Adquiere también los derechos de acceso al Palau dels Sports, en Barcelona, España.
Adquiere un 40% adicional de Stage, llegando a contar con la propiedad del 70% de su capital accionario. 
Operación del parque temático Planeta Azul en la Ciudad de México, el cual forma parte de Grupo Mágico. 
Adquisición del 85% de LE, compañía tenedora de los sitios de Internet http://www.elfoco.com y httpe://www.correoweb.com. Simultáneamente, CIE y terceras partes establece un acuerdo con la SINCA Inbursa mediante el cual ésta obtiene una participación de 31.5% en LE, dejando a CIE con el control del 58.2% del capital contable.
Acuerdo por 10 años con Ticketmaster Corp., para la expansión y consolidación de las operaciones de CIE en Centro y Sudamérica. Sobre la base de las negociaciones alcanzadas, la Compañía inició la operación del sistema de boletaje de Ticketmaster en Brasil. 
La compañía celebra un contrato de arrendamiento con el Municipio de Tlalnepantla, para la operación del Centro de Convenciones de Tlalnepantla, ubicado en la zona metropolitana de la Ciudad de México. 
Después de completar trabajos de construcción civil y remodelación en Parque El Salitre en Colombia, Grupo Mágico realiza la reapertura El Salitre Mágico y Cici Aquapark, un parque de diversiones y parque acuático, respectivamente; y dos primeras unidades del desarrollo.
En 2002 adquire derechos para espacios publicitarios en 13 aeropuertos del Grupo Aeroportuario Centro Norte. Puesta en funcionamiento del Centro de Exposiciones y Convenciones Las Américas e inicia una alianza con Banamex para desarrollar la imagen corporativa creando el llamado “Centro Banamex” y realiza un contrato para operar un teatro en Madrid.
Se acuerda una asociación entre CIE y Televisa Entretenimiento, a través de
la cual la segunda adquiere el 40% de OCESA Entretenimiento responsable de las operaciones de eventos en vivo en México con una transacción de 104.7 millones de dólares.
En 2004, el grupo concluye construcciones en el centro comercial Sawgrass Mills de Sunrise, Florida, para operar Wannado City.
Convenio con Stage Holding promotor teatral europeo, también se inaugura México Mágico un parque de atracciones y cultura mexicana.
En el mismo año de Sintra e Inmobiliaria Fumisa adquiere derechos para comercialización publicitaria de los pasillos de las salas del Aeropuerto Internacional de la Ciudad de México

## Crisis financiera y venta de empresas
Hacia 2009 derivado de la crisis económica de 2008-2009 la empresa comienza a tener algunas dificultades financieras por lo que decide desprenderse de los parques temáticos La Feria en Chapultepec, Wanadoo City de Estados Unidos, el Cici de Acapulco, Selva Mágica en Guadalajara con una transacción con inversionistas locales de 260 millones de pesos, también vende en Argentina su grupo de radiodifusoras que generó un conflicto laboral aún no resuelto y separa operaciones de CIE Brasil, también realizó despido de parte del personal de las diversas empresas que componen al corporativo. Mientras tanto, Televisa se ocupa de controlar la mayoría de las acciones de OCESA la principal operadora de espectáculos en el país, trayéndole aún más dificultades la incursión de Zignia Live de Grupo Salinas como competidor en ese ramo.
En 2012, (CIE) acordó la venta del Hipódromo de las Américas y otros negocios a su socio español Grupo Codere por 2657 millones de pesos.Además del hipódromo, CIE Las Américas incluye la red de apuestas deportivas remotas Sports Books, los juegos basados en números Yaks, el Centro de Exhibiciones Banamex y el parque temático infantil Granja las Américasc on esta venta Codere asume parte de la deuda de CIE Las Américas, estimada en mil 200 millones de pesos. El director corporativo de Administración y Finanzas de CIE, Víctor Murillo, detalló que, con esta operación, la firma mejora sustancialmente su perfil financiero, pues su deuda general quedaría en 2657 millones de pesos. El acuerdo firmado con CIE para adquirir el control del Hipódromo de las Américas y la red de 53 unidades de Sports Books y Yaks, así como la adquisición en julio del año pasado del 67.3% de los casinos Caliente de Jorge Hank Rhon, convertirían a Codere en el mayor operador de juegos de azar en México, con 96 salas de apuesta.
Le sigue muy de lejos PlayCity, propiedad de Grupo Televisa a través de Apuestas Internacionales, que opera 21 establecimientos en el País. Esta es la venta que más le ha afectado a CIE ya que cotizan en la Bolsa Mexicana de Valores de 10.32 a 8.82 por acción, mientras que Codere lo hace en la Bolsa de Madrid.
En enero de 2013 el empresario Carlos Slim Helú, a través de la firma América Móvil (AMX), llegó a un acuerdo de compra venta con Corporación Interamericana de Entretenimiento (Grupo CIE) para adquirir el 100 por ciento de la subsidiaria Corporación de Medios Integrales por mil 668 millones de pesos.
La Corporación de Medios Integrales (CMI) es un negocio que incluye espectaculares ubicados en estructuras de puentes peatonales, publicidad en aeropuertos y sistemas de transporte público, así como la rentabilidad de propaganda en estadios de fútbol, comerciales de cineminuto en los complejos de cinepolis antes de proyectar una película y publicidad en mobiliario urbano, como plaza satélite, galerías Metepec, Guadalajara, Monterrey etc.